# كلونيدين
الكلونيدين دواء اكتشف في ستينات القرن العشرين، واستخدم في علاج فرط ضغط الدم ومهدئ ومسكن للشقيقة وقد قل استخدامه اليوم بصورة كبيرة وذلك لأعراضه الجانبية.

## الزمرة الدوائية
- خافض ضغط
- مسكن ألم
- منبه لمستقبلات ألفا الأدرينرجية

## الصيغة الكيميائية
C9H9Cl2N3

## الاستعمال

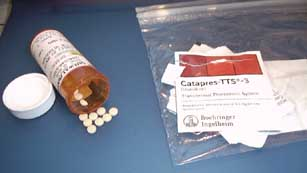
أقراص ولصاقات كلونيدين

يعتبر مساعد في علاج ارتفاع الضغط، وفي تدبير الألم السرطاني الحاد الذي لم يتم تدبيره بنجاح باستعمال الأفيونات وحدها، وفي التشخيص التفريقي لورم القواتم عند مرضى ارتفاع الضغط، للوقاية من صداع الشقيقة، علاج عسر الطمث الحاد، تدبير الاعراض الحركية الوعائية المصاحبة لانقطاع الطمث، غزالة السمية بسرعة عند تدبير سحب الأفيونات، علاج الانسحاب الكحولي بالمشاركة مع بنزوديازبين، تدبير اعتياد النيكوتين، موضعياً لخفض ضغط العين عند علاج الزرق مفتوح الزاوية، الزرق الثانوي والزرق النزفي المترافق مع ارتفاع الضغط، علاج اضطراب فرط النشاط ونقص الانتباه (ADHD).

## آلية التأثير
منبه لمستقبلات α2 (ألفا 2) الأدرينرجية

## الامتصاص
امتصاص جيد عقب الإعطاء الفموي، التوافر الحيوي بعد الإعطاء المستمر يقارب 65%.

## الاستقلاب
كبدي

## التأثيرات الجانبية
- جفاف فم
- نعاس
- دوار
- انخفاض طاقة الجسم
- ضعف

## التداخلات الدوائية
- مضاد هيستامين
- الأدوية المنومة والحالة للقلق
- مرخي عضلي
- مخدر